# رولاندز سميتس
رولاندز سميتس (مواليد 25 يونيو 1995) هو لاعب كرة سلة لاتفي لاعب هجوم قوي الجسم أو لاعب هجوم صغير الجسم في نادي برشلونة.

## روابط خارجية
- رولاندز سميتس على موقع الاتحاد الدولي لكرة السلة (الإنجليزية)
- رولاندز سميتس على موقع الدوري الإسباني لكرة السلة (الإسبانية)
- رولاندز سميتس على موقع كرة السلة الأوروبية.كوم (الإنجليزية)
- رولاندز سميتس على موقع ريلجم (الإنجليزية)
- رولاندز سميتس على موقع بروبوليرز (الإنجليزية)
- رولاندز سميتس على موقع سبورتس رفرنس (الإنجليزية)